# Robert Mäder

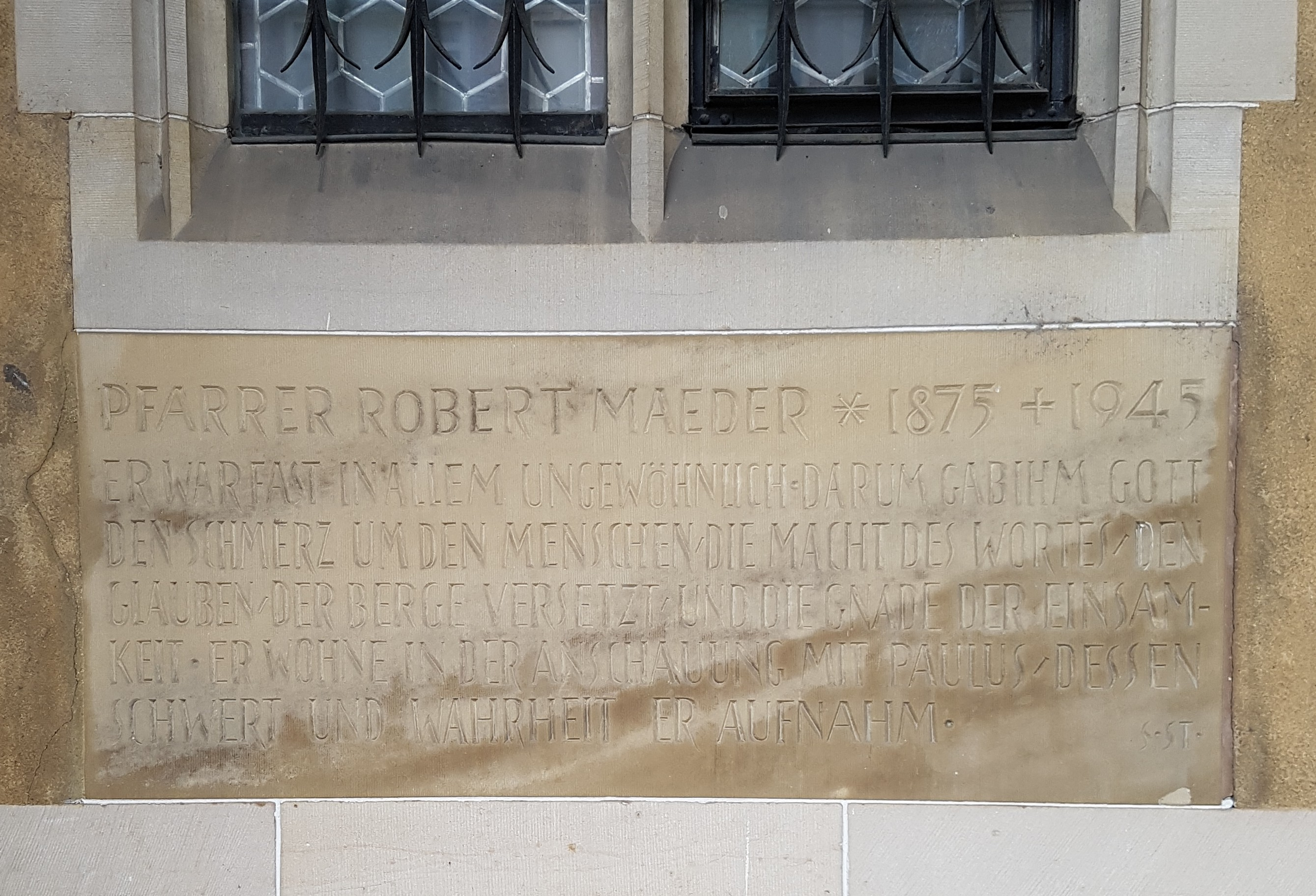
Gedenktafel für Robert Mäder an der Heiliggeistkirche in Basel

Robert Mäder (* 7. Dezember 1875 in Wolfwil, Kanton Solothurn, Schweiz; † 26. Juni 1945 in Basel) war ein schweizerischer römisch-katholischer Theologe, Pfarrer, Kanzelredner und konservativer Publizist.

## Leben
Mäder wuchs in ärmlichen Verhältnissen auf. 1884 übersiedelte seine Familie vom katholisch sozialisierten Wolfwil in das seit 1529 protestantisch geprägte Basel, wo sein politisch linksgerichteter Vater als Kutscher arbeitete. Mäders frühe Jugendzeit war durch den Kulturkampf in der Schweiz geprägt, in dessen Verlauf die katholischen Schulen Basels gewaltsam unterdrückt wurden. Mit der finanziellen Unterstützung des katholischen Moraltheologen Joseph Beck besuchte Mäder die Gymnasien in Engelberg, Luzern und Schwyz sowie von 1894 bis 1889 die Universitäten von Innsbruck, Freiburg, Tübingen und Luzern zum Theologiestudium.
Am 16. Juli 1899 vom Baseler Bischof Leonhard Haas in Luzern zum Priester geweiht, wirkte Mäder bis 1901 als Vikar in Biberist, wo er mit dem Kirchenhistoriker Ludwig Rochus Schmidlin akademischen Kontakt pflegte. Von 1901 bis 1912 bekleidete er die Pfarrstelle von Mümliswil, einer damals liberal geprägten katholischen Industriegemeinde, die seine Predigttätigkeit herausforderte. Mäders Interesse am Arbeitermilieu, das er in die katholische Arbeitervereine zu integrieren versuchte, führte zu gewalttätigen Angriffen auf sein Pfarrhaus.
1912 erfolgte Mäders Wahl zum ersten Pfarrer der neu gegründeten Heiliggeist-Pfarrei in Basel, wo er über 30 Jahre wirkte und 50 Jahre nach Aufhebung der katholischen Schulen wieder eine Pfarrschule gründete; die Entstehung der Theresien-Mittelschule in Basel ist ebenfalls mit Mäder verbunden. Zur Unterstützung seiner pastoralen Aufgaben gründete Mäder den Nazareth-Verlag, der seine publizistische Tätigkeit forcierte, sowie eine Schwesterngemeinschaft, die er zum Apostolat im Pfarrgebiet einsetzte.
Mäders Schriften fokussierten die Glaubensverkündigung zur integralistischen Rekatholisierung und waren vom grundsätzlichen Skeptizismus einer liberal-demokratischen Gesellschaft geprägt. Hier spiegelten sich besonders seine Jugenderfahrungen wider. 1912/1913 revitalisierte er zusammen mit Otto Walter und Johann Baptist Rusch im Walter Verlag die „Schildwache“, ein katholisch-konservatives Wochenblatt des Antimodernismus. Er verurteilte sowohl Kommunismus und Sozialismus als auch den «heidnischen Nationalismus der völkischen Art» der Nationalsozialisten, ohne sich jedoch vom zeitgenössischen Antijudaismus dezidiert abzugrenzen. 1925 übernahm Mäder die Herausgabe der Schildwache, nachdem der Walter Verlag aufgrund von Kontroversen den Druck einstellte.
1942 wurde Mäder zum Dekant des Kapitels Basel-Stadt ernannt. Er starb am 26. Juni 1945 in Basel und fand seinem Testament folgend auf dem Pfarrfriedhof von Mümliswil seine Ruhestätte.

## Ehrungen und Auszeichnungen
- 1931: Hausprälat
- 1939: Ehrendoktor der Universität Freiburg (Schweiz)